# 大地恩情
《大地恩情》（英語：Fatherland）是香港麗的電視（即亞洲電視前身）1980年播映的經典電視劇（三部曲、共七十集）。當年其收視率不逊無綫電視劇集《輪流傳》（六比四），導致《輪流傳》仅播放15集就被腰斬。由於策劃此劇的蕭若元仍經常在他經營的網絡頻道提及，故此事至今仍為香港電視歷史上的热门话题。本劇也奠定多位藝員的地位，如劉志榮、岳華等等。
《大地恩情》以清末民初廣東省的農村作為背景，刻劃農民楊家的困苦生活；年輕一代受五四運動的衝擊而引出的遭遇，楊家在民初時期南遷澳門的生活（並至澳門多個景點取景），楊九斤被「賣豬仔」到金山的故事（並到加拿大取景），可說是一部描寫中國近代南方農民典型生活的歷史劇。
本劇在拍攝期間原命名為「血淚中華」和「根」，及後才易名《大地恩情》，本劇故事策劃之一蕭若元曾表示，劇集本來沒有規劃結局，甚至可以寫至文化大革命，而他則希望將故事延續至1949年中華人民共和國成立為止。

## 三個單元

### 《家在珠江》
集數：36
時代背景：清末農村社會瓦解至袁世凱稱帝失敗（1916年）
叙述廣東省香山縣廣興圍（今屬珠海市香洲區）各村民（包括佃農、讀書人、大地主）如何面對「外國留學」、「1908年西江水災」、「廣州黃花崗起義」、中華民國建立、二次革命、進步黨成立及袁世凱洪憲帝制之衝擊。
當中不乏真實感，如岳華飾演的楊六斤赴廣州採購用品時，恰巧遇上黃花崗起義。當時也在城內、由張瑛飾演的私塾教師孫學齋，因為姓孫、是香山人（與當時被清政府通緝的中國革命同盟會領袖孫中山同鄉同宗），而被清廷衙役扒光衣服。而在辛亥革命成功後，因為孫中山出任臨時大總統，孫學齋以為孫中山「稱帝」，故在村中自封為「皇叔」，並意欲取代容鶴齡，主理村中事務。
容家一度是廣興圍最富有的鄉紳。董驃飾演的大地主，有著舉人功名的容鶴齡面對著土匪、官兵等多次索賄，以及天旱水災等衝擊，其以往的富有強大已不可再。面對民國建立，與其他村的爭議則要到城市中去向法院提告，不像以前由大老爺審理的變化。另外劇中也探討留學生剪辮投身革命（容鶴齡之子、由潘志文飾的容亨在外國留學後回國參加同盟會），以及容鶴齡對清廷的忠誠等。劇集按照《香山縣志》等地方鄉誌穿插珠江三角洲地區當時發生的事件。這些事距離1980年大約六十年，當時不少觀眾知悉甚至親歷這些鄉間故事，引發當時眾多香港觀眾共鳴。
楊家世代為容家務農，長子楊六斤獲容家賜與丫鬟阿香為妻子，後來誕下一子。次子楊九斤年輕，亦曾多次參與村中運動，叔父楊二可之子楊貴因開罪容家被趕出村莊，後來成為土匪一度帶人回廣興圍復仇。
廣興圍曾一度有傳教士興建教堂，但被神棍曾四姑煽動村民拆毀，更因此令廣興圍水災，楊家逃難到澳門，楊大可病逝，而楊九斤則「賣豬仔」到金山，臨行前與孫潔貞結婚。楊家女兒楊阿滿則賣身到容家，為容達之子國維的童養媳。

### 《古都驚雷》
集數：22
時代背景：五四運動至直皖戰爭（1920年）
因為國務總理段祺瑞在張勳復辟事件後拒絕召回原有國會，孫中山在南方另立護法政府。容亨為護法政府的使節，往北方與北洋政府會談和解事宜（參看護法運動）。第一次世界大戰以後舉行巴黎和會，關於中國山東權益的山東問題成為中國國內焦點。北京大學學生會主席周啟華（劉松仁飾）與施婷婷（米雪飾）原為情人。容亨到北方時，在他們的老師顧學儒（劉緯民飾）引見後認識施婷婷。她漸漸被容亨吸引而與周啟華分手。日本政府得到山東後，中國民眾極為憤慨，爆發五四運動。
梁節操（王偉飾）與容達（鮑起靜飾）到北京後，梁節操在外交部得到司長職位。在外交總長陸國志（曹達華飾）侵犯藝人尚艷秋（江圖飾）的事件中，梁節操為日本公使渡邊宏（林偉祺飾）賞識；在渡邊宏的支持下，梁節操當上外交部東亞司司長。但事件最後使陸國志辭職並逃出北京。
直皖戰爭爆發，段祺瑞政府倒台，梁節操與容達正式離婚。施婷婷與傾家蕩產的老父施樂泉前往法國，並向容亨許諾三年後一定回國相聚。
《古都驚雷》一反《家在珠江》劇情，由農村轉成大城市。學生經歷大時代的轉變，最後甚至加入武俠劇橋段。《古都驚雷》與歷史有所出入：當時段祺瑞表面上已下野，不再是國務總理；而劇中，段祺瑞仍然是國務總理，掌控政權。《古都驚雷》亦不斷強調日本對北洋政府的影響很大、日本的野心如何大等等。劇中亦有帶出近代北京的生活文化，包括京劇男旦被雞姦等。

### 《金山夢》
集數：12
　　1920年仲夏，烈日當空，楊九斤（劉志榮飾）與何文若（伍衛國飾）等華工剛抵美國一個果園，繼續完成合約末期工作。在廣興園，楊家生活持續困苦，六斤（岳華飾）辛勤工作；因為忠誠可信，被廣興圍村民選為香山縣參議員。阿香（梁淑莊飾）產下四牛，而九斤及潔貞之女念美亦已長得天真活潑，阿滿（馬敏兒飾）已亭亭玉立，專責照顧容鶴齡（董驃飾）嫡孫國維，深得舉人歡心。後來，旅長唐秉動（秦沛飾）垂涎阿滿美色，要納為妾侍，並以權力逼鶴齡就範，阿滿單身逃往省城，求容亨（潘志文飾）返鄉作主。事情終於解決，唐秉動未能得逞。九斤在美集資購買廠礦開採，發生了連串不幸。

## 軼事
當競爭對手無綫電視，在1980年9月5日晚上7點，突然中斷正常廣播，播出由主持何守信讀出之特別報告，指無綫將輪流傳改於星期六晚播出後，麗的同樣播出特別報告，由主持劉家傑以特別新聞形式宣佈大地恩情在此次收視戰取得勝利，其中台詞包括「狂風掃落葉，風水輪流轉，將友台節目連根拔起」，成為一時佳話。同時，麗的電視在9月8日印製以報紙形式派發、僅得一期的《今日號外》宣傳勝果。(但這只是暫時的勝利。後來TVB改變了節目，所以取得了勝利。)

## 主要演員
- 本劇沒有代表性的男女主角，只能說單元主角

### 家在珠江

#### 楊家
| 演員   | 角色           | 暱稱／關係          |
| 吳 回  | 楊大可         |                     |
| 李月清 | 大可妻         |                     |
| 岳 華  | 楊六斤         | 阿香之夫            |
| 梁淑莊 | 阿香           | 容家丫鬟 楊六斤之妻 |
| 劉志榮 | 楊九斤         |                     |
| 李賽鳳 | 楊阿滿（少年） |                     |
| 汪 偉  | 楊潤生         |                     |
| 良 鳴  | 楊二可         |                     |
| 甘 山  | 楊貴           |                     |

#### 容家
| 演員     | 角色     | 暱稱／關係            |
| 董 驃    | 容鶴齡   |                       |
| 鮑起靜   | 容達     | 容鶴齡、大奶奶之女    |
| 王 偉    | 梁節操   |                       |
| 潘志文   | 容亨     | 容鶴齡、二奶奶之子    |
| 熊德誠   | 麥中蔭   |                       |
| 鄭文霞   | 容大奶奶 | 容鶴齡之正室 容達之母 |
| 梁舜燕   | 容二奶奶 | 容鶴齡之妾 容亨之母   |
| 司馬華龍 | 容三     |                       |

#### 孫家
| 演員   | 角色   | 暱稱／關係 |
| 張 瑛  | 孫學齋 |            |
| 梅 珍  | 孫妻   |            |
| 余安安 | 孫潔貞 |            |

其他
- 蔡瓊輝 飾 曾添喜
- 馮　真 飾 曾四姑
- 關偉倫 飾 容勝
- 許英秀 飾 容金
- 羅樂林 飾 容昌
- 黎　萱 飾 七嬸
- 劉緯民 飾 顧學儒
- 李　亨 飾 顧太史公
- Mr.Jones 飾 姚神父
- 蕭山仁 飾 王教士
- 譚一清 飾 黃漢釗
- 孫鏡鴻 飾 神父

### 古都驚雷
- 劉松仁 飾 周啟華
- 米　雪 飾 施婷婷
- 劉　江 飾 周啟榮
- 吳　桐 飾 施樂泉
- 唐若菁 飾 施老太
- 李壽祺 飾 周伯年
- 鮑漢琳 飾 周厚德
- 曹達華 飾 陸國志
- 盧宛茵 飾 陸夫人
- 林偉祺 飾 渡邊宏
- 江　圖 飾 尚艷秋
- 劉一帆 飾 哈巡長
- 蔡敏蘭 飾 哈小妹
- 阮令濤 飾 猴子
- 凌文海 飾 小張
- 李燕燕 飾 江雪瑩
- 梁漢威飾 任道良
- 黃植森 飾 伍祖光
- 李達威 飾 麥耀文
- 韓義生 飾 葉大虎
- 王宇凰 飾 葉玉鳳
- 洪玲玲 飾 葉大娘
- 凌禮文飾 司長乙

### 金山夢
- 伍衛國 飾 何文若
- 陳觀泰 飾 李大石
- 李　影 飾 梅秀姑
- 秦　沛 飾 唐炳勳
- 伍永森 飾 梅球
- 馬敏兒 飾 楊阿滿（青年）
- 黃一飛 飾 徐安
- 蕭顯輝 飾 羅炳
- 楊家安 飾 余廣
- 凌　漢 飾 謝雞
- 文千歲 飾 陸榮佐
- Kevin Smith 飾 華仔
- 林詠燕 飾 楊念美
- 楊忠民 飾 容國維
- 馮紹薇 飾 文若嫂

## 歌曲
「大地恩情」的主題曲大受歡迎，廣為流傳。以下為各篇章主題曲及插曲：
- 歌名：大地恩情
  - 作曲：黎小田（《大地恩情之家在珠江》主題曲）
  - 填詞：盧國沾
  - 編曲：奧金寶
  - 主唱：關正傑
- 歌名：只求相愛過一生（《大地恩情之古都驚雷》主題曲）
  - 作曲：黎小田
  - 填詞：盧國沾
  - 編曲：奧金寶
  - 主唱：陳秋霞
- 歌名：熱愛多年在心藏（《大地恩情之古都驚雷》插曲）
  - 作曲：黎小田
  - 填詞：盧國沾
  - 編曲：奧金寶
  - 主唱：關正傑、余安安
- 歌名：金山夢（《大地恩情之金山夢》主題曲）
  - 作曲：詹姆斯·拉斯特（James Last）
  - 填詞：盧國沾
  - 編曲：奧金寶
  - 主唱：關正傑